# Захария Манасиева
Захария Манасиева е българска учителка от Македония.

## Биография
Родена е в централномакедонския български град Прилеп, тогава в Османската империя. Учи при Неделя Петкова. В учебната 1874/1875 година е назначена за втора учителка и помощница на главната учителка Сава Палашева в началното девическото училище в Прилеп, тъй като ученичките стават към 300 и е трудно за сама учителка да ги ръководи. Училището е разделено на две отделения - горно и долно, като горното е с около 100 ученички и го ръководи Палашева, а долното - Манасиева.